# Plinthocoelium schwarzi
Plinthocoelium schwarzi là một loài bọ cánh cứng trong họ Cerambycidae.